# Castell de Lincoln
El castell de Lincoln és un gran castell construït a Lincoln, Anglaterra durant la segona meitat del segle xi per Guillem el Conqueridor en el mateix lloc on abans va existir una fortalesa romana. Va romandre sent presó i jutjats fins a l'època moderna, i és un dels castells millor conservats d'Anglaterra. Està obert al públic com a museu.

## El castell amb Guillem el Conqueridor
Quan Guillem el Conqueridor va vèncer a Harold Godwinson i als anglesos a la batalla de Hastings el 14 d'octubre de 1066, va continuar fent front al seu govern en el nord d'Anglaterra. Durant alguns anys les posició de Guillem era molt insegura i amb motiu de projectar la seva influència en el nord per controlar a la gent de 'Danelaw' (una zona que tradicionalment era controlada pels colons escandinaus), va tenir la necessitat de construir una sèrie de castells en el nord i les Midlands d'Anglaterra. Va ser en aquesta època quan el nou rei va construir grans castells a Warwick, Nottingham i York. Després d'aconseguir el control de York, Guillem es va dirigir al sud a la ciutat romana i vikinga de Lincoln.

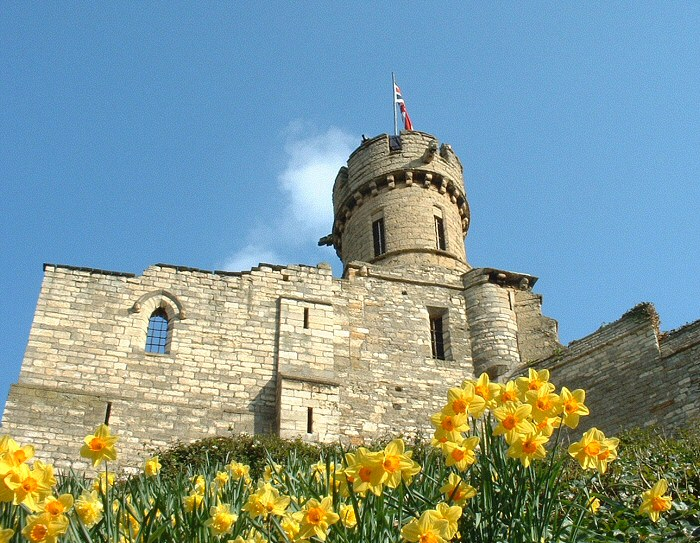
Torre del Castell de Lincoln.

Quan Guillem va aconseguir Lincoln (un dels majors assentaments del país) va trobar un assentament viking comercial amb una població de entre 6000 i 8000 persones. Les restes de la fortalesa emmurallada romana localitzats a 60 metres al sud-oest, eu una elevació per sobre dels camps, van significar una excel·lent posició estratègica per construir un nou castell. També, Lincoln representa una posició ideal sent el centre de les següents rutes (que van ser les mateixes que van inspirar la construcció de la fortalesa romana):
- La Ermine Street - una gran calçada romana de nord a sud i la major ruta del regne, que connectava Londres ambYork.
- La Fosse Way - una altra important ruta romana que connectava la ciutat de Lincoln amb Leicester i el sud-oest d'Anglaterra.
- La Vall del riu Trent (a l'oest i sud-oest) - un riu important que facilitava l'accés al riu Ouse, i per tant, a la ciutat de York.
- El riu Witham - una ruta marítima que donava accés als rius Trent (mitjançant el canal romà Fossdyke en Torksey) i el North Sea per The Wash.
- El Lincolnshire Wolds - una zona de terres altes al nord-est de Lincoln que té vistes al Lincolnshire Marsh.

Un castell en aquest lloc podria guardar moltes de les rutes estratègiques i formar part d'una xarxa de fortaleses del Regne normand, en danès Mèrcia, aproximadament l'àrea del país que avui dia són les Midlands Orientals per controlar el país internament. També (en el cas dels Wolds) podria formar un centre des del qual es podrien enviar tropes per repel·lir desembarcaments escandinaus en qualsevol lloc de la costa des del Trent fins al Welland, en gran manera, mitjançant l'ús de les carreteres que els romans havien construït per a la mateixa fi.
El castell va ser construït en l'escaire sud-oest de la part superior del recinte emmurallat, la resta va ser ocupat per la ciutat. El Domesday Book d'entrada a Lincoln va registrar que de les 1164 cases que existien, 166 van ser demolides per deixar pas al castell. De les 1164 residències que existien d'abans de la conquesta, potser 600 estiguessin a la zona alta del recinte emmurallat. En poc temps, més cases van ser demolides per deixar pas a la catedral i el seu claustre que van ser construïts allà.
El treball en les noves fortificacions va concloure l'any 1068. És probable que inicialment es construís una torre de l'Homenatge de fusta, que posteriorment fos reemplaçada per una més resistent de pedra. El Castell de Lincoln és una mica inusual, ja que té dos pujols fortificats. Cap al sud, on la muralla romana estava a la vora d'una costeruda pujada, es manté en part com un mur cortina i en part com un revestiment per mantenir els pujols fortificats. A l'oest, on el terreny està més anivellat la muralla romana va ser enterrada dins d'una muralla de terra i es va estendre cap amunt per formar la paret del castell normand. La porta oest romana (en el mateix lloc que la porta oest del castell) va ser descoberta al segle xix però es va esfondrar quan va ser exposada.

## 1141: Primera Batalla de Lincoln

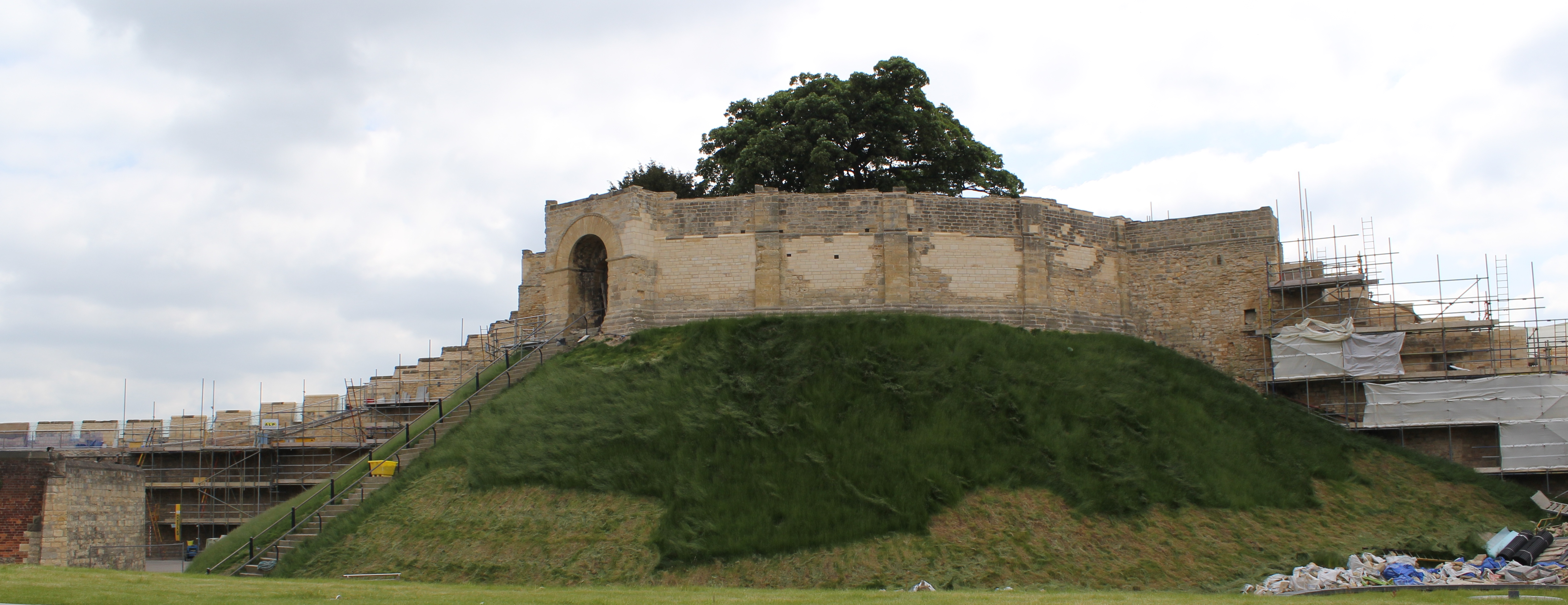
Torre de Lucy

El castell va ser el centre d'atenció durant la batalla de Lincoln que va ocórrer el 2 de febrer de 1141, entre Esteban de Blois i Matilde d'Anglaterra sobre la qual requeia el deure ser monarca d'Anglaterra. Durant la lluita, el castell va ser danyat i es va construir una nova torre, anomenada Torre de Lucy.

## 1216: Segona Batalla de Lincoln
El Castell de Lincoln va ser una altra vegada el lloc on es va produir un setge seguit de la Segona Batalla de Lincoln, el 20 de maig de 1217, durant el regnat d'Enric III durant el curs de la Primera Guerra dels Barons. Aquest va ser el període de lluita política que va conduir a la signatura de la Carta Magna el 15 de juny de 1215. Després d'això, es van construir noves barbacanes en les portes est i oest.

## Etapa post-medieval
Com a Norwich i altres llocs, el castell va ser usat com un lloc segur en el qual establir una presó. A Lincoln, la presó va ser construïda l'any 1787 i ampliada l'any 1847. Als deutors empresonats se'ls permetia mantenir contactes amb l'exterior, però el règim per a criminals va ser concebut per ser de tipus d'aïllament. En conseqüència, els seients de la capella de la presó estaven dissenyats per tancar individualment a cada pres de manera que el sacerdot els pogués veure a tots però cada pres només pogués veure al capellà. L'any 1878 el sistema va ser desacreditat i els reclusos van ser traslladats a una nova presó als afores de Lincoln. La presó del castell no va tenir cap ús fins que els Arxius de Linconshire van ser allotjats a les cel·les.
William Marwood, pioner a despatxar convictes, va dur a terme la seva primera execució a Lincoln. Va usar una forca de "descens llarg", dissenyada per trencar el coll de les víctimes en comptes de estrangular-les, per executar a Fred Horry l'any 1872. Fins a 1868, els presoners eren penjats públicament a la paret de la torre, a l'escaira nord-est del mur cortina, amb vista a la part alta de la ciutat.

## En l'actualitat
El castell és ara propietat del comtat de Lincolnshire i és un monument antic catalogat scheduled ancient monument. L'any 2012, el projecte "Lincoln Castle Revealed", es va iniciar un programa de renovació de tres anys al castell. El treball consisteix a crear un nou recinte firal on mostrar la Carta Magna, construir instal·lacions de visitants i obrir les seccions de la presó dins del castell al públic. L'esquema es va completar a l'abril de 2015 per coincidir amb el 800 aniversari del segellat de la Carta Magna.
A més de l'antiga presó, l'ala femenina de la presó es va obrir als visitants l'any 2005. Els terrenys del castell s'utilitzen per a concerts de música i altres espectacles públics. Es va obrir un passeig de la muralla, que donava accés al llarg de la part superior de les parets exteriors, amb un accés parcial per a minusvàlids al llarg de la muralla oriental el 2015.

## Galeria

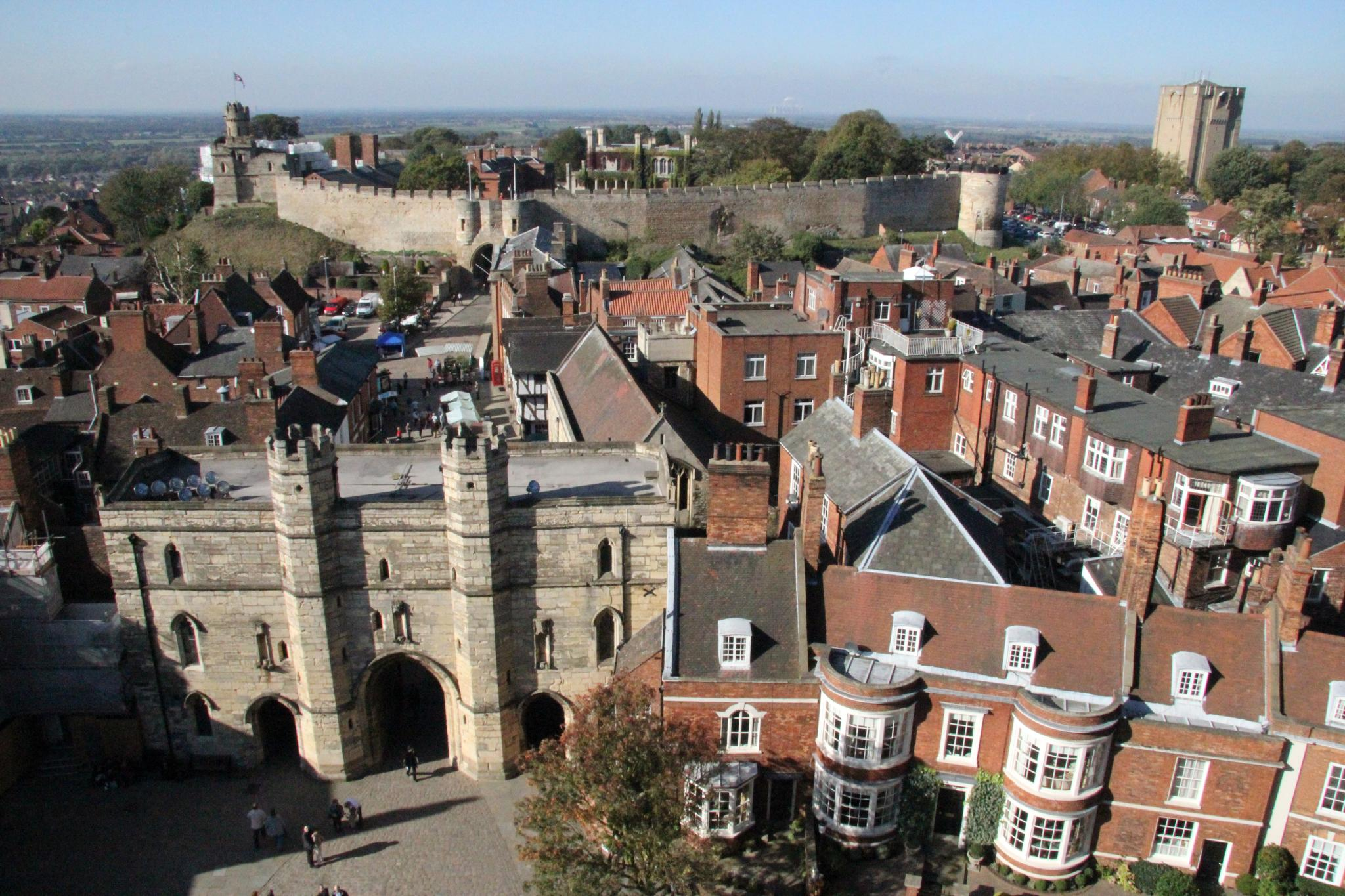
Vista del castell des de la catedral
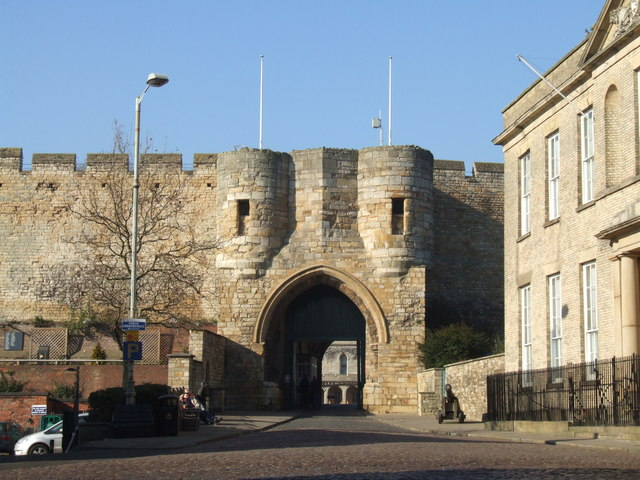
Porta de l'Est
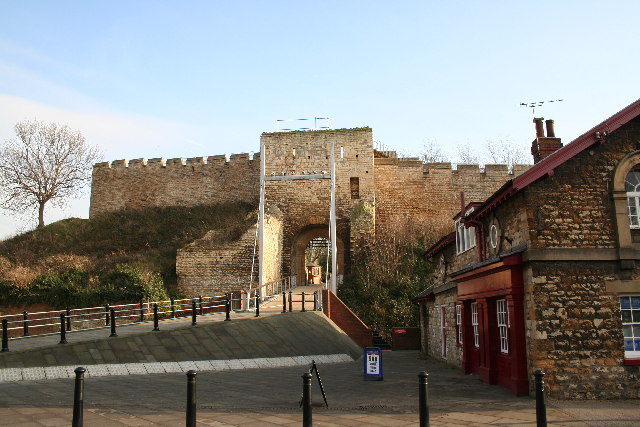
Porta de l'Oest